# جمعية الأصدقاء

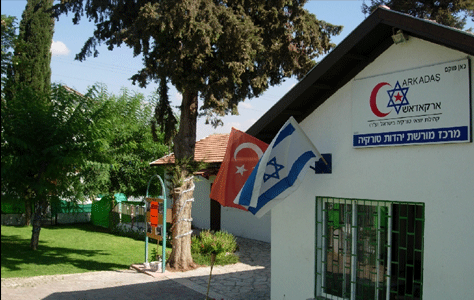
جمعية الأصدقاء

جمعية الأصدقاء (Arkadaş Association) هي منظمة صداقة إسرائيلية-تركية مقرها مدينة يهود الإسرائيلية. وكلمة صديق في اللغة التركية هي Arkadaş (تُنطق أركاداش).

## معلومات تاريخية

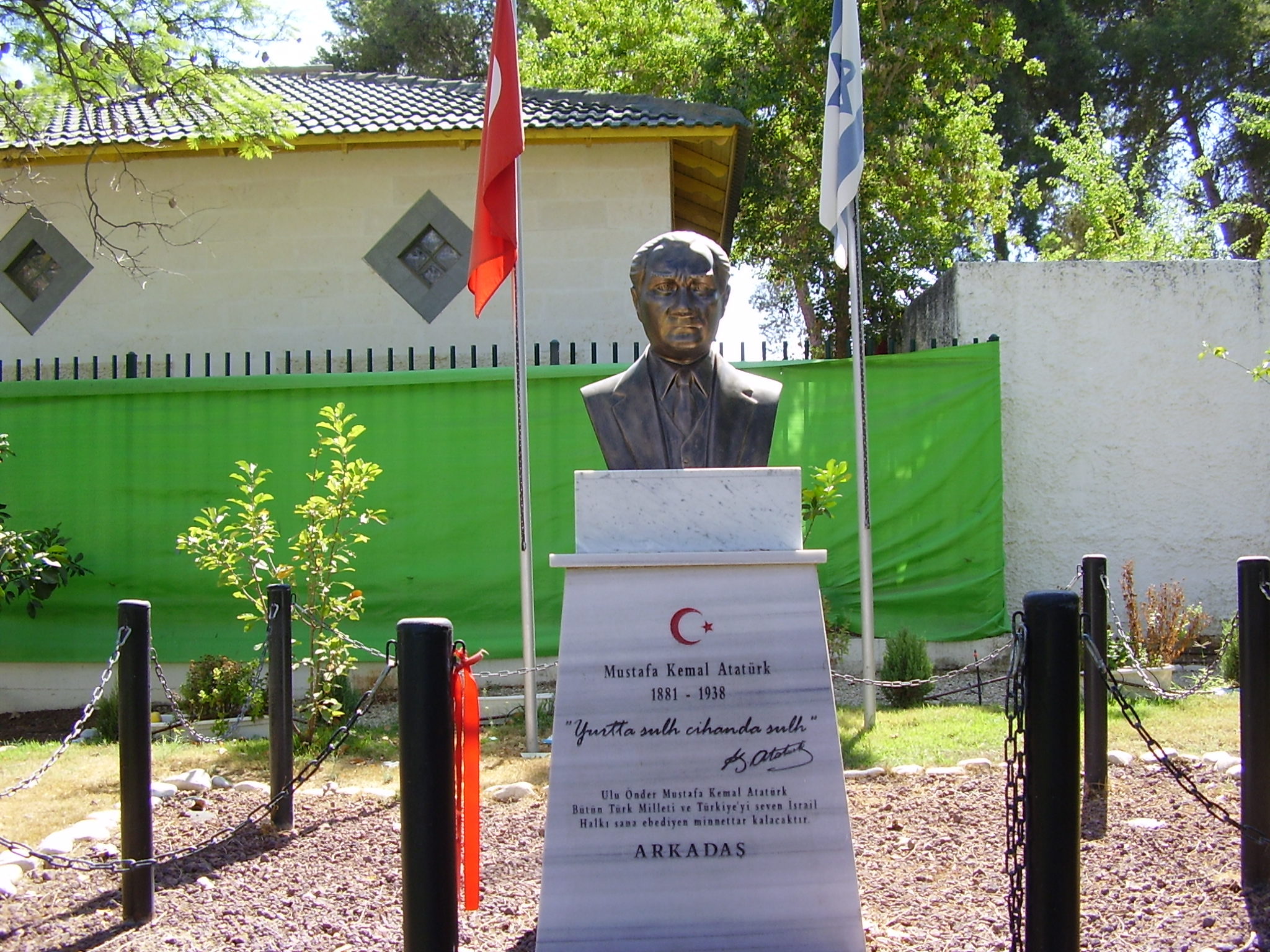
النصب التذكاري لمصطفى كمال أتاتورك

أسس عيال بيرتس جمعية الأصدقاء عام 2003. وتمثل هدفها الرئيسي في الحفاظ على التراث اليهودي التركي المشترك وتعزيز روح الصداقة والتسامح بين الشعبين الإسرائيلي والتركي. وفي عام 2005، أنشأت الجمعية مركزًا ثقافيًا تركيًا يهوديًا في مدينة يهود.
يوجد نصب تذكاري لـأتاتورك في حديقة جمعية الأصدقاء، والذي تم إهداؤه في 2 نوفمبر 2007 في احتفالية حضرها السفير التركي في إسرائيل نامق تان.
وتضم الجمعية أكثر من 4000 عضو منذ إنشائها، وحوالي 40 متطوعًا يديرون عملياتها الواسعة وفروعها الإثني عشر على مستوى الدولة.

## وصلات خارجية
- Official website